# مؤمن معتصم
مؤمن معتصم رجب (ولد في 4 أغسطس 2002) هو لاعب كرة قدم قطري من أصل سوداني يلعب كلاعب وسط في نادي الخور معار من نادي الريان.

## مسيرة اللاعب
لعب في نادي الريان ونادي الخور.

## روابط خارجية
مؤمن معتصم على موقع قاعدة بيانات كرة القدم.إي يو (الإنجليزية)